# 므와이 키바키
에밀리오 스탠리 므와이 키바키(스와힐리어: Emilio Stanley Mwai Kibaki, 1931년 11월 15일~2022년 4월 21일)는 케냐의 정치인으로 2002년 12월부터 2013년 4월까지 케냐의 제3대 대통령을 지냈다.
그는 1978년부터 1988년까지 10년 동안 대니얼 아랍 모이 대통령 하에서 케냐의 제4대 부통령을 지냈다. 그는 또한 조모 케냐타 내각과 모이 내각에서 각료직을 맡았으며, 케냐타 내각에서는 재무장관 (1969년~1981년)을, 모이 내각에서는 내무장관 (1982년~1988년)과 보건장관 (1982년~1988년)을 지냈다.
키바키는 1992년부터 2002년까지 야당인 국회의원을 지냈다. 그는 1992년과 1997년 대통령 선거에 출마했으나 낙선했다. 1998년부터 2002년까지 야당의 공식 대표를 지냈다. 2002년 대선에서 그는 케냐의 대통령으로 선출되었다.

## 어린 시절 및 경력
키바키는 1931년 당시 케냐의 니에리 구역 (현재의 니에리현)의 오타야구에 있는 둥구리 마을에서 태어났다. 키바키 기틴지와 테레시아 완지쿠의 막내 아들로 태어났다. 젊은 시절에 이탈리아 선교사들에 의해 에밀리오 스탠리로 세례를 받았지만, 공직 생활 내내 므와이 키바키라는 이름으로 알려져 있다.
가족 구전에 따르면 므와이는 어린 시절을 아버지의 양과 소를 방목하고 어린 조카들을 돌보며 누나를 돌보지 말고 학교에 가야 한다고 주장한 처남 폴 무루티 덕분에 그의 조기 교육이 가능했다고 한다. 키바키는 모범적인 학생으로 밝혀졌다. 그는 처음 2년간 가투야인 학교에 다녔고, 그곳에서 당시 서브 A와 서브 B (표준 1, 2학년 또는 1, 2학년과 동등)라고 불리던 것을 마쳤다. 그는 나중에 카리마 미션 스쿨에 입학하여 초등학교 3학년을 더 다녔다. 이후 1944년부터 1946년까지 마타리 학교 (현재의 니에리 고등학교)로 옮겨 학업에 더하여 학생들이 가구를 수리하고 학교 건물을 유지하기 위한 재료를 제공하면서 목공과 석공을 배웠다. 그는 또 학교 내 모든 학생들이 기대하는 대로 직접 식량을 재배했고, 학교 방학 동안 해체된 오타야 아프리카 버스 연합(Othaya African Bus Union)이 운영하는 버스에서 차장으로 일하며 여분의 돈을 벌었다. 카리마 초등학교와 니에리 보딩 초등학교를 거쳐 1947년부터 1950년까지 망구 고등학교로 진학했다. 그는 "O"급 시험에서 6과목을 1등급으로 통과함으로써 최고 6점으로 합격했다.
키바키는 고향에서 제1차 세계 대전과 제2차 세계 대전 참전 용사들의 영향을 받아 망구에서의 마지막 해에 군인이 되는 것을 고려했다. 그러나 키쿠유, 엠부, 메루 공동체의 군 입대를 금지한 식민지 최고 장관 발터 쿠트의 판결은 그의 군사적 열망에 대한 대가를 지불했다. 키바키는 대신 우간다 캄팔라에 있는 마케레레 대학교에 입학해 경제학, 역사학, 정치학을 전공했으며 1955년 경제학 학사를 받았다. 졸업 후, 키바키는 동아프리카 우간다 디비전의 셸 회사 대리 영업 매니저로 임명되었다. 같은 해 그는 영국 대학교에서 대학원 과정을 밟을 수 있는 장학금을 받았다. 그 결과 그는 명문 런던 정치경제대학교에 등록하여 우수한 성적으로 졸업하였다. 1958년 마케레레로 돌아와 1961년까지 경제학과 조강사로 일했다. 1961년 키바키는 당시 중등학교 교장이었던 교회 목사의 딸 루시 무토니와 결혼했다.

## 사생활

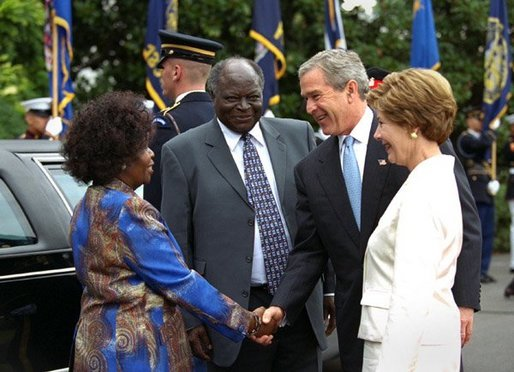
므와이 키바키 대통령과 루시 키바키 여사는 지난 2003년 국빈 방문 당시 조지 W. 부시 미국 대통령, 로라 부시 여사와 함께 백악관을 방문했다.

키바키 대통령은 1961년부터 2016년 사망할 때까지 루시 무토니와 결혼했다. 그들은 주디 완지쿠, 지미 키바키, 데이비드 카가이, 토니 기틴지 등 4명의 자녀를 두고 있다. 그들은 또한 조이 제이미 마리, 레이첼 무토니, 므와이 주니어, 크리스티나 무토니 등 몇 명의 손자를 두고 있다. 지미 키바키는 아버지의 정치적 후계자를 계획했지만 아직까지 성공하지 못했다.
2004년 언론은 키바키 대통령이 관습법에 따라 결혼한 두 번째 배우자 메리 웜부이와 딸 완기 므와이를 두고 있다고 보도했다. 미 국무원은 당시 키바키 대통령의 직계 가족은 부인 루시와 자녀 4명뿐이라는 성명서를 발표했다. 2009년 키바키는 루시가 참석한 가운데 기자 회견을 갖고 부인 한 명만 있다고 밝혔다. 키바키 대통령의 정부로 추정되는 문제와 키바키 대통령의 부인에 대한 대중의 반응은 그의 대통령 재임 기간 동안 당황스러운 사이드 쇼였으며, 《워싱턴 포스트》는 이 모든 스캔들을 "케냐의 새로운 드라마"라고 칭했다.
키바키 대통령 시절 대통령 배우자의 지위를 누리며 재력가이자 사업가가 된 윔부이 여사는 루시를 공공연히 분노의 도가니로 몰아넣었다. 키바키 가문의 반대에도 불구하고, 키바키의 아들 지미가 공개적으로 이끌었고, 키바키가 공개적으로 상대 후보에 대한 지지와 선거 운동에도 불구하고, 윔부이는 2013년 총선에서 키바키의 뒤를 이어 국회의원이 되었다. 2014년 12월, 보니 칼웨일 상원의원은 KTN의 제프 코이난지가 생방송에서 키바키 대통령이 윔부이를 자신의 아내로 소개했다고 밝혔다.
키바키는 골프를 즐기고 무타이가 골프 클럽의 회원이다. 그는 로마 가톨릭교회의 신자로 매주 일요일 정오 나이로비에 있는 콘솔라타 신사에 참석한다.
2016년 8월 21일, 키바키는 카렌 병원으로 이송되었고, 후에 특수 치료를 위해 남아프리카 공화국으로 갔다. 케냐타 가문과 모이 가문과는 달리 키바키의 가족은 현 라이키피아현 주지사인 은데리투 무리이티의 정치 저축에 관심을 보이지 않았다.

## 사망
키바키는 2022년 4월 21일, 90세의 나이로 사망했다. 그의 사망은 우후루 케냐타 대통령에 의해 발표되었으며, 우후루 케냐타 대통령은 키바키 대통령이 묻힐 때까지 반기를 게양하고 국가 애도 기간을 선포했다. 2022년 4월 25일, 그의 시신은 군용 포차에 실려 의회 건물로 옮겨졌다. 우후루 케냐타 대통령과 부인 마가렛 케냐타는 케냐인들을 이끌고 시신을 비켜보았다. 이 안식은 2022년 4월 29일 냐요 국립 경기장에서 열린 장례식에 앞서 2022년 4월 27일까지 계속되었다. 그는 마침내 2022년 4월 30일, 오타야에 있는 자신의 집에 묻혔다. Last Post와 Long Reveille 나팔, 19번 경례 및 The Missing Man의 대형 비행이 포함되었다. 남수단은 3일간의 애도기간을 선포했고 탄자니아는 2일간의 애도기간을 선포했다.

## 역대 선거 결과
| 선거명      | 직책명        | 대수 | 정당           | 득표율 | 득표수      | 결과 | 당락 |
| ----------- | ------------- | ---- | -------------- | ------ | ----------- | ---- | ---- |
| 1992년 선거 | 케냐의 대통령 | 2대  | 민주당         | 19.45% | 1,050,617표 | 3위  | 낙선 |
| 1997년 선거 | 케냐의 대통령 | 2대  | 민주당         | 30.89% | 1,911,742표 | 2위  | 낙선 |
| 2002년 선거 | 케냐의 대통령 | 3대  | 국가무지개연합 | 62.20% | 3,646,277표 | 1위  |      |
| 2007년 선거 | 케냐의 대통령 | 3대  | 국민통합당     | 46.42% | 4,584,721표 | 1위  |      |